# Contagem Regressiva (álbum)
Contagem Regressiva é o quinto álbum de estúdio do cantor brasileiro Anderson Freire lançado em 11 de maio de 2018 pela gravadora MK Music. O álbum foi produzido pelo próprio cantor e conta com a participação do seu irmão Adelso Freire na canção "Paternidade Deus" e Fernandinho na canção "A Cruz e o Paraíso".[carece de fontes?]
| Críticas profissionais | Críticas profissionais |
| Avaliações da crítica  | Avaliações da crítica  |
| Fonte                  | Avaliação              |
| ---------------------- | ---------------------- |
| Super Gospel           | [ 3 ]                  |

## Faixas
Todas as faixas escritas e compostas por Anderson Freire, com exceção de "Bandeira Branca", composta por André Freire. 
| N.º | Título                                                           | Duração |  |
| 1.  | "Origem"                                                         | 4:45    |  |
| 2.  | "Paternidade Deus" (com Adelso Freire)                           | 4:58    |  |
| 3.  | "A Cruz me Faz Sonhar"                                           | 5:04    |  |
| 4.  | "A Cruz e o Paraíso" (com Fernandinho)                           | 4:59    |  |
| 5.  | "A Glória é Tua"                                                 | 5:18    |  |
| 6.  | "Incondicional"                                                  | 4:39    |  |
| 7.  | "Contagem Regressiva"                                            | 4:43    |  |
| 8.  | "Bandeira Branca"                                                | 5:01    |  |
| 9.  | "Autor Desconhecido"                                             | 4:55    |  |
| 10. | "Memorial"                                                       | 4:38    |  |
| 11. | "Sem Merecer"                                                    | 5:04    |  |
| 12. | "Ainda não Cheguei em Casa (Incidental: Mais Perto Quero Estar)" | 5:03    |  |

## Clipes
| Música              | Lançamento             |
| ------------------- | ---------------------- |
| A Glória é Tua      | 27 de abril de 2018    |
| Contagem Regressiva | 12 de dezembro de 2018 |

## Live Sessions
| Música                                | Lançamento              |
| ------------------------------------- | ----------------------- |
| Origem                                | 9 de maio de 2019       |
| A Cruz me Faz Sonhar                  | 9 de janeiro de 2019    |
| Bandeira Branca                       | 22 de fevereiro de 2019 |
| Incondicional (part. Rebeca Carvalho) | 29 de março de 2019     |